# Letzter Jodler
Letzter Jodler – Der fünfte Altaussee-Krimi ist ein österreichischer Fernsehfilm aus der Reihe Der Altaussee-Krimi aus dem Jahr 2024 von Julian Pölsler mit Johannes Silberschneider, Nina Proll und Gerhard Ernst. 
Das Drehbuch des Kriminalfilms basiert auf dem gleichnamigen Altaussee-Krimi von Herbert Dutzler. Nach Letzter Kirtag (2020), Letzter Gipfel (2021), Letzte Bootsfahrt (2022) und Letzter Saibling (2023) handelt es sich um den fünften Film der Altaussee-Krimireihe.

## Handlung
Im fünften Fall erhält Dorfpolizist Gruppeninspektor Franz Gasperlmaier von Frau Doktor Renate Roth von der Landespolizeidirektion Steiermark sowie von Inspektorin Michaela „Michi“ Reiter Unterstützung bei den Ermittlungen. Christine Gasperlmaier ist auf Weltreise, unter anderem in Kanada und Australien, und meldet sich per Videotelefonie. In deren Abwesenheit wird Franz von Maresi umworben.
Auf dem jährlichen Pfeifertag auf der Weißenbachalm möchte sich Gasperlmaier gemeinsam mit seinem Vorgesetzten, Postenkommandant Friedrich Kahlß, einen Schnaps genehmigen. Die friedliche Stimmung wird von einem Schrei gestört, Bandleader Christian „Chrissy“ Pliem wird tot aufgefunden. Das Opfer wurde von einem Stein erschlagen und hatte mehrere Feinde. Als Vertreter einer modernen Volksmusik war er einigen ein Dorn im Auge. Außerdem versuchte er, Mitglieder aus traditionellen Musikgruppen abzuwerben, und hatte einige Affären.
Des Weiteren hatte er eine gerichtlichen Auseinandersetzung mit dem früheren Bandkollegen Mario Edelmann, dem Bandleader der Ödenseer, um die Rechte eines Liedes und damit verbunden die Tantiemen. Edelmann behauptet, das Lied alleine geschrieben zu haben. Beim Forstarbeiter Lois Fuchs finden die Ermittler ein Gewehr und 2900 Euro in bar. Laut Fuchs handelt es sich um Erspartes. Dr. Roth verdächtigt Fuchs, für das Geld Pliem im Auftrag von Edelmann erschlagen zu haben. Fuchs und Edelmann werden vorläufig festgenommen, allerdings wegen eines Alibis bald wieder laufengelassen. 
Schlagzeuger Sebastian „Basti“ Heim arbeitet beim Bootsverleih Wimmer und wird von seiner ungarischen Freundin Orsi Kövesi vermisst. Ein rotes Elektroboot ist ebenfalls verschwunden. Basti wird bald darauf darin tot aufgefunden, er wurde möglicherweise mit der Handkassa des Bootsverleihs erschlagen. Nach einer Verfolgungsjagd mit der Polizei landet Akkordeonist Casper Rastl im Krankenhaus. Bandkollege Heim wurde von der Konkurrenz abgeworben. Rastl gesteht, ihm im Streit deswegen die Handkasse an den Kopf geworfen zu haben. Allerdings ist Heim laut Obduktion erstickt und nicht an den Kopfverletzungen gestorben.
Von Sängerin „Zabinea“ Wagner erfahren die Ermittler, dass sie vor acht Jahren von Pliem auf einer Tournee vergewaltigt wurde und daraufhin mit Lea schwanger wurde. Pliem wollte Zabinea auf der Weißenbachalm abwerben und drohte ihr, Lea zu erzählen, wer ihr Vater ist. Wagner hätte damit ebenfalls ein Motiv für den Mord an Christian Pliem. Auf dem Laptop von Sebastian Heim finden sich einige Fotos und Videos, die auf Weltreise befindliche Christine Gasperlmaier sieht sich diese übers Internet durch. Dort findet sie ein Video zur Tatzeit mit „Gitti von Gosau“, einer Bandkollegin von Chrissy, die er durch Zabinea ersetzen wollte.
Renate Roth und Franz Gasperlmaier finden schließlich Gitti, wie sie Orsi Kövesi mit dem Gewehr bedroht. Gitti kann überwältigt werden. Sie wollte eine Beziehung mit Pliem, wurde von ihm aber immer nur vertröstet. Auf der Weißenbachalm hatte sie Chrissy mit einer anderen erwischt und ihn mit einem Stein erschlagen. Basti hatte sie dabei beobachtet und gefilmt, sie damit erpresst und musste deswegen ebenfalls sterben. Außerdem vermutete Gitti, dass nunmehr Kövesi im Besitz des Videos war und hatte sie deswegen bedroht.

## Produktion und Hintergrund
Die Dreharbeiten fanden vom 26. September bis zum 26. Oktober 2023 statt, gedreht wurde im Ausseerland und in Strobl.
Produziert wurde der Film von der Coop99 (Produzent Bruno Wagner) und der Juwel Film Production von Julian Pölsler in Kooperation mit ServusTV. Unterstützt wurde die Produktion vom Fernsehfonds Austria und von Cinestyria Filmcommission and Fonds. Die Kamera führte Jo Molitoris, den Ton gestaltete Joachim Johannes Baumann.
Die Kamera führte Jo Molitoris, die Montage verantwortete Andrea Wagner und das Casting Ulrike Putzer. Das Szenenbild gestaltete Florian Hödl, das Kostümbild Erika Navas, das Maskenbild Uschi Filipp und Andrea Hanke und den Ton Johannes Baumann. Als Intimitätskoordinatorin fungierte Nicola Werdenigg.
Auftritte haben neben Zabine (Sabine Kapfinger) auch Alfred Jaklitsch (Die Seer) und Regina „Gini“ Lampl (Billie Steirisch).

## Veröffentlichung
Premiere war am 6. November 2024 in Altaussee.
Auf ServusTV wurde der Film am 16. November 2024 erstmals ausgestrahlt. Die Erstausstrahlung erreichte 310.000 Zuseher.